# Leopoldsdorf
Leopoldsdorf osztrák mezőváros Alsó-Ausztria Bruck an der Leitha-i járásában. 2022 januárjában 5288 lakosa volt. 

## Elhelyezkedése

Leopoldsdorf a Bruck an der Leitha-i járásban

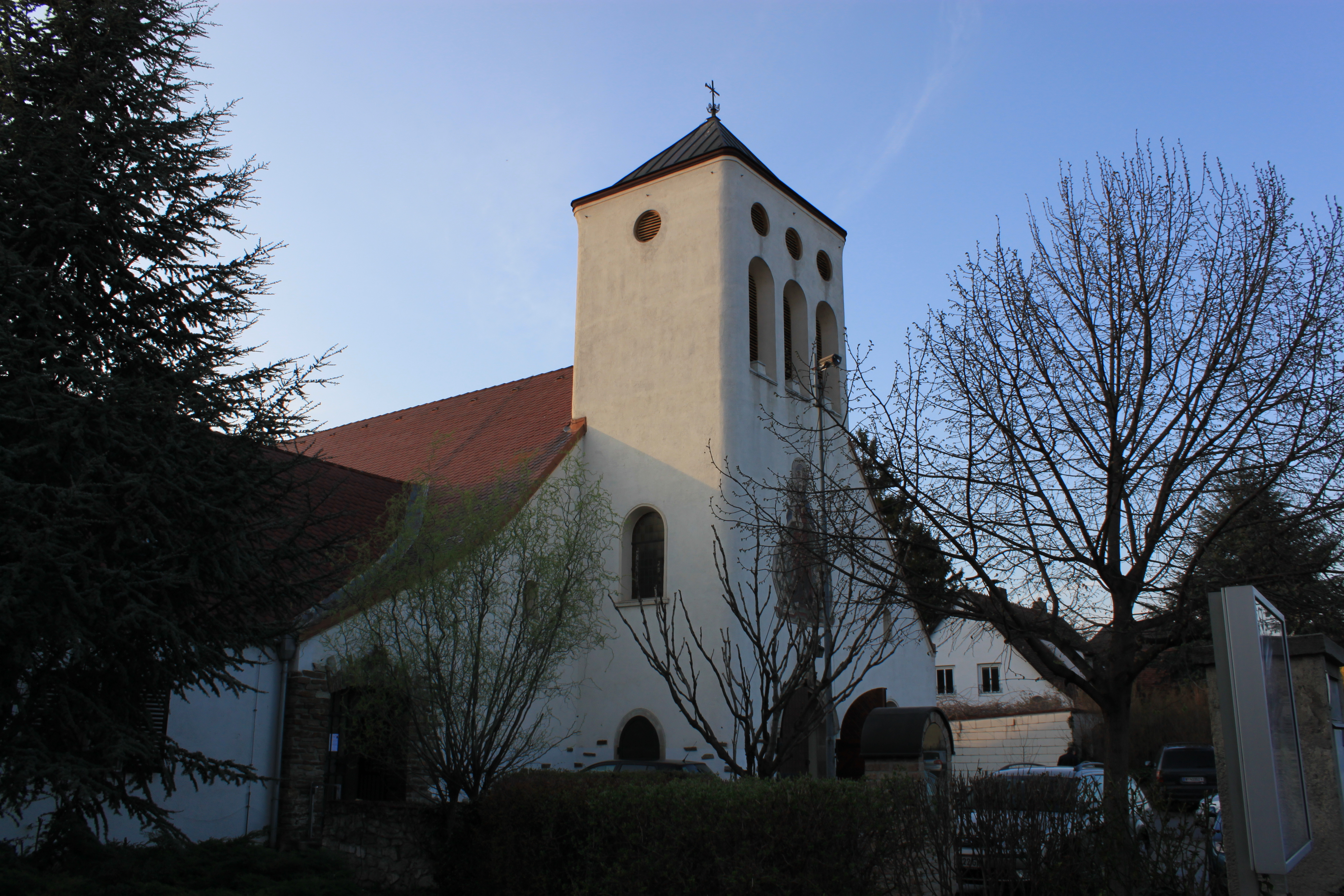
A Mária szíve-plébániatemplom

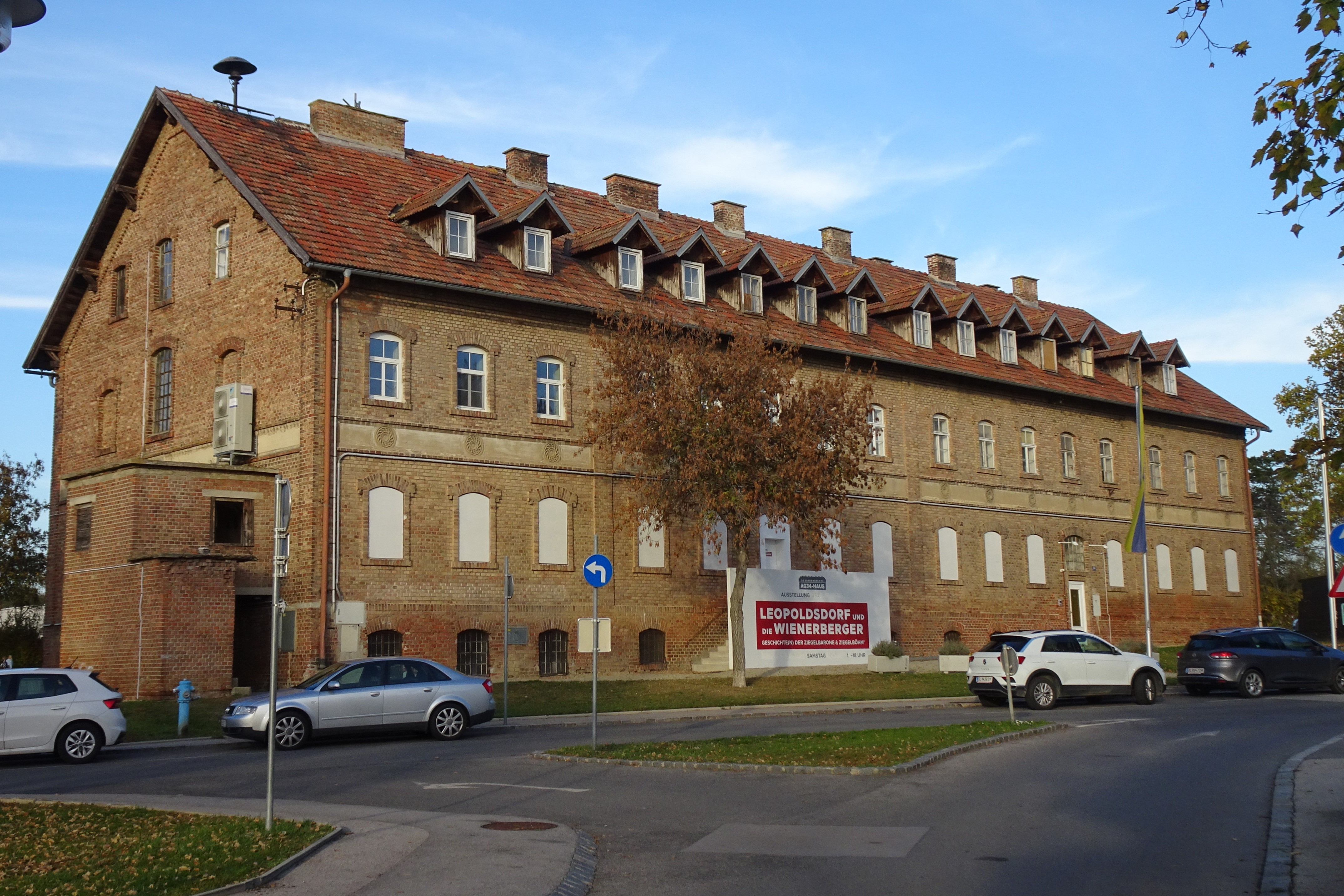
A volt téglagyár, ma múzeum

Leopoldsdorf a tartomány Industrieviertel régiójában fekszik, a Bécsi-medencében, a Petersbach folyó mentén, Bécstől közvetlenül délre. Területének 1,2%-a erdő, 49,9% áll mezőgazdasági művelés alatt. Az önkormányzathoz két település és katasztrális község tartozik: Leopoldsdorf és Rustenfeld.
A környező önkormányzatok: északra Bécs Favoriten kerülete, keletre Lanzendorf, délkeletre Maria-Lanzendorf, délre Achau, nyugatra Hennersdorf.

## Története
Leopoldsdorf várát és a mellette lévő falut 1200 körül említik először, mint a hercegi birtokot. Civakodó Frigyes herceg az udvarában élő híres minnesängernek, Tannhäusernek adományozta. 1293-ban egy bizonyos Ortulf von Leupolzdorf szerezte meg, 1523-ban pedig a sváb Marcus von Beckh, I. Ferdinánd király udvaronca vásárolta meg a birtokot. A falu 1527-ben önálló egyházközséggé vált. 1581-ben a várat reneszánsz kastéllyá építették át; ekkor még jelentős védművekkel s rendelkezett, amelyek Bécs 1683-as török ostromakor megsemmisültek és nem is építették újjá őket. 
Leopoldsdorf gazdaságába a Bécsújhelyi-csatorna 1803-as megnyitása nagy fellendülést hozott, mert a helyi agyagból készített téglákat könnyebben tudták a gyorsan gyarapodó fővárosba szállítani. A szállítási feladatokat később a vasút vette át, és a csatorna teherforgalmát 1879-ben le is állították. Az utolsó téglagyárat 1987-ben zárták be.
Az 1938-as Anschlusst követően kialakították Nagy-Bécset és Leopoldsdorfot is a főváros 23. kerületéhez csatolták. Önállóságát 1954-ben nyerte vissza és az akkor megalakított Bécskörnyéki járáshoz kapcsolták. A járás 2016-ban megszűnt, a község pedig a lakosság tiltakozása miatt nem a Mödlingi, hanem a Bruck an der Leitha-i járáshoz került.
Leopoldsdorfot 1999 emelték mezővárosi rangra. 

## Lakosság
A leopoldsdorfi önkormányzat területén 2022 januárjában 5288 fő élt. A lakosságszám 1981 óta gyarapodó tendenciát mutat. 2020-ban az ittlakók 88,9%-a volt osztrák állampolgár; a külföldiek közül 3% a régi (2004 előtti), 4,7% az új EU-tagállamokból érkezett. 2,4% az egykori Jugoszlávia (Szlovénia és Horvátország nélkül) vagy Törökország, 1% egyéb országok polgára volt. 2001-ben a lakosok 63,8%-a római katolikusnak, 5,2% evangélikusnak, 1,7% ortodoxnak, 3% mohamedánnak, 24,4% pedig felekezeten kívülinek vallotta magát. Ugyanekkor 27 magyar élt a mezővárosban; a legnagyobb nemzetiségi csoportot a németek (91,5%) mellett a törökök alkották 3,1%-kal.
A népesség változása:

| 2016 | 5 039 |
| 2018 | 5 078 |

## Látnivalók
- a leopoldsdorfi kastély
- a Mária szíve-plébániatemplom
- a volt téglagyárban berendezett múzeum

## Fordítás
- Ez a szócikk részben vagy egészben  a   Leopoldsdorf című német Wikipédia-szócikk ezen változatának fordításán alapul.  Az eredeti cikk szerkesztőit annak laptörténete sorolja fel. Ez a jelzés csupán a megfogalmazás eredetét és a szerzői jogokat jelzi, nem szolgál a cikkben szereplő információk forrásmegjelöléseként.